# 海南蝙蝠草
海南蝙蝠草（学名：Christia hainanensis）为豆科蝙蝠草属下的一个种。其种加词“hainanensis”意为“海南的”。